# Cameron Daddo
Cameron Peter Daddo es un actor australiano conocido por haber interpretado a Roland Tyler en la serie F/X: The Series.

## Biografía
Es hijo de Peter Daddo, un importador de bisutería y de Bronwen Daddo, una naturópata.
Sus hermanos menores son los actores Andrew Daddo, Lochie Daddo, el artista Jamie Daddo (gemelo idéntico de Andrew) y su hermana mayor Belinda Daddo. Jamie sufrió un accidente en 1995 luego de ser golpeado por un auto lo que lo dejó en coma por varios meses sin embargo se recuperó y se maneja en silla de ruedas.
En diciembre de 1991 se casó con la modelo Alison Brahe, la pareja le dio la bienvenida a su primera hija, Lotus Daddo el 2 de mayo de 1996, luego le dieron la bienvenida a su hijo, River Tru Daddo en el 2000, más tarde le dieron la bienvenida a su segunda hija, Bodhi Faith Daddo en enero del 2006.

## Carrera
Cameron fue miembro de dos grupos australianos llamados "Nearly Smooth Guys" y "Baby James".
En 1990 interpretó al médico Chris Carroll en un episodio de la serie G.P.
En 1992 apareció en la serie Bony donde interpretó al detective David John "Bony" Bonaparte. Ese mismo año lanzó su álbum llamado "A Long Goodbye".
En 1993 interpretó al oficial Jack Anders en la serie The Young Indiana Jones Chronicles.
En 1994 se unió al elenco del spin-off de la serie Melrose Place titulado Models Inc. donde interpretó al fotógrafo Brian Peterson quien salió con la supermodelo Teri Spencer (Stephanie Romanov) y con Cynthia Nichols (Garcelle Beauvais), hasta el final de la serie en 1995.
En 1996 se unió al elenco principal de la serie F/X: The Series donde interpretó a Roland "Rollie" Tyler, un especialista en efectos de Nueva York que ayuda al detective Leo McCarthy (Kevin Dobson) en la captura de los criminales, hasta la segunda temporada en 1998 luego de que la serie fuera cancelada.
En 1999 se unió al elenco principal de la serie Hope Island donde interpretó al reverendo Daniel Cooper hasta el 2000.
Entre el 2000 y el 2001 apareció en series de ciencia ficción como Andrómeda donde dio vida a Raphael "Rafe" Valentine el hermano de Beka Valentine (Lisa Ryder) la segunda comandante de Andrómeda, también apareció en Earth: Final Conflict donde interpretó a Jeff Marlowe y en The Outer Limits donde interpretó a Alec Landau, un médico y experto en medicina espacial y esposo de Callie Landau (Irene Bedard).
Ese mismo año se unió al elenco de la película Anne of Green Gables: The Continuing Story donde interpretó a Jack Garrison Jr, un escritor americano que tiene un papel importante durante la Primera Guerra Mundial. 
En el 2002 apareció como invitado en la serie norteamericana Monk donde dio vida a Darryl Wright. 
En el 2003 se unió al elenco de la segunda temporada de la serie She Spies donde interpretó a Quentin Cross, hasta el final de la serie en el 2004. También apareció en la película para la televisión Riverworld donde interpretó a Samuel L. "Sam" Clemens.
En el 2006 interpreta a un sacerdote en la película el Exorcismo de Isabella.
En el 2009 apareció en dos episodios de la séptima temporada de la exitosa serie norteamericana 24 donde interpretó al vicepresidente Mitchell Hayworth. También apareció en la miniserie The Storm donde interpretó a Andrew, un asesino bajo las órdenes del billonario Robert Terrell (Treat Williams).
En el 2010 interpretó al capitán Mike Harmen en la serie Human Target. 	
Ese mismo año participó en un encuentro de críquet "Australia vs Inglaterra", junto a los actor australianos Jesse Spencer, Travis Fimmel, el chef Curtis Stone, el bajista Garry Gary Beers y el jugador profesional de críquet Michael Kasprowicz, el equipo australiano se llevó la victoria.
En el 2011 apareció en las series The Mentalist donde dio vida a David Vance, en Rizzoli & Isles como Robert Cranston y en el primer episodio de la cuarta temporada de la serie Leverage donde interpretó a John Drexel el presidente de Merced Financial Services y responsable del asesinato de Alan Scott (Eric Stoltz).
En el 2012 apareció como invitado en la serie norteamericana Nikita donde interpretó al presidente Charles Grayson. Ese mismo año se unió al elenco recurrente de la serie australiana Packed to the Rafters donde interpreta al editor del periódico Adam Goodman. Y se unió al elenco de la película para la televisión Beaconsfield donde interpretó a Matthew Hill, un hombre que se une al equipo de rescate para rescatar a tres mineros que quedaron atrapados luego de que la mina en donde trabajaban se derrumbara. La película sigue la historia verdadera del desastre ocurrido en una mina de "Beaconsfield".

## Filmografía

### Series de televisión
| Año         | Serie                              | Personaje                 | Notas                                          |
| ----------- | ---------------------------------- | ------------------------- | ---------------------------------------------- |
| 2020        | Home and Away                      | Evan Slater / Owen Slater | 34 episodios                                   |
| 2014        | The Doctor Blake Mysteries         | Howard McArthur           | episodio "The Food Of Love"                    |
| 2012        | Packed to the Rafters              | Adam Goodman              | 8 episodios                                    |
| 2012        | Nikita                             | Charles Grayson           | 2 episodios                                    |
| 2011        | Rizzoli & Isles                    | Robert Cranston           | episodio "Bloodlines"                          |
| 2011        | Leverage                           | John Drexel               | episodio "The Long Way Down Job"               |
| 2011        | The Mentalist                      | David Vance               | episodio "Bloodstream"                         |
| 2010        | Human Target                       | Cap. Mike Harmen          | episodio "The Return of Baptiste"              |
| 2010        | NCIS                               | Dan Mayfield              | episodio "Broken Arrow"                        |
| 2009        | The Storm                          | Andrew                    | episodio "The Storm, Part 2" - miniserie       |
| 2009        | Eleventh Hour                      | Ray Wynne                 | episodio "Medea"                               |
| 2009        | 24                                 | Mitchell Hayworth         | 2 episodios                                    |
| 2009        | Without a Trace                    | Richard Connelly          | episodio "Friends and Neighbors"               |
| 2006        | Boston Legal                       | Sean Wilkes               | 2 episodios                                    |
| 2004        | CSI: Miami                         | Stanley Hemming           | episodio "After the Fall"                      |
| 2004        | Summerland                         | Bryant                    | episodio "The Grass Is Greener Than You Think" |
| 2003 - 2004 | She Spies                          | Quentin Cross             | 20 episodios                                   |
| 2003        | A.U.S.A.                           | Joe                       | 2 episodios                                    |
| 2003        | CSI                                | Gerente del Hotel         | episodio "Lucky Strike"                        |
| 2002        | Monk                               | Darryl Wright             | episodio "Mr. Monk and the Earthquake"         |
| 2001        | Mentors                            | Black Bart                | episodio "The Fire Ship"                       |
| 2001        | The Outer Limits                   | Alec Landau               | episodio "In the Blood"                        |
| 2001        | Earth: Final Conflict              | Jeff Marlowe              | episodio "Hearts & Minds"                      |
| 2000        | The West Wing                      | Ayudante                  | episodio "Shibboleth"                          |
| 2000        | Andrómeda                          | Rafe Valentine            | episodio "The Ties That Blind"                 |
| 1999 - 2000 | Hope Island                        | Daniel Cooper             | 22 episodios                                   |
| 1996 - 1998 | F/X: The Series                    | Roland "Rollie" Tyler     | 40 episodios                                   |
| 1996        | Strangers                          | Alan                      | episodio "Little Bird"                         |
| 1994 - 1995 | Models Inc.                        | Brian Peterson            | 29 episodios                                   |
| 1993        | The Young Indiana Jones Chronicles | Jack Anders               | episodio "Palestine, October 1917"             |
| 1992        | Bony                               | David "Bony" Bonaparte    | -                                              |
| 1992        | Tracks of Glory                    | Walker                    | miniserie                                      |
| 1992        | Cluedo                             | Roger Plum                | episodio "Palms of an Architect"               |
| 1991        | Golden Fiddles                     | Norman Balfour            | miniserie                                      |
| 1990        | G.P.                               | Dr. Chris Carroll         | episodio "Playing It by the Book"              |

### Películas
| Año  | Título                                     | Personaje               | Notas                                                                                     |
| ---- | ------------------------------------------ | ----------------------- | ----------------------------------------------------------------------------------------- |
| 2014 | Christmas Eve, 1914                        | Aarón Zakato            | junto a Damon Herriman, James Scott, Xander Berkeley, Nate Jones, Lance Guest y Cody Fern |
| 2013 | Nerve                                      | Darren Anderson         | junto a Christian Clark, Craig Hall, Gary Sweet, Andrea Demetriades y Silvia Colloca      |
| 2013 | Almost Broadway                            | Troy                    | junto a Diane Farr, Currie Graham & Bernard Curry                                         |
| 2012 | Beaconsfield                               | Matthew Gill            | junto a Shane Jacobson, Lachy Hulme, Simon Lyndon & Anthony Hayes                         |
| 2012 | Six Lovers                                 | Entrevistador           | junto a María Fernández, Peter Kalos, Laurent Boulanger & Kendall Osborne                 |
| 2012 | Mayhem                                     | Rodney Fulbright        | junto a Katelyn Tarver, Steve Monroe, Richard Blake & Tami Powers                         |
| 2011 | Oliver's Ghost                             | Doug McCaffrey          | junto a Martin Mull, Nicholas Stargel, Bridget White & Daniela Bobadilla                  |
| 2011 | Sugar                                      | Mr. Hill                | junto a Shenae Grimes, Marshall Allman, Wes Studi & Angus Macfadyen                       |
| 2010 | On a Roll                                  | Frank Jones             | corto - junto a Lucy Taylor                                                               |
| 2010 | Wild Things: Foursome                      | Ted Wheetly             | junto a Jillian Murray, Marnette Patterson, John Schneider & Ethan S. Smith               |
| 2009 | Passengers                                 | Tom                     | junto a Martie Ashworth, Bruce Davison & Angie Milliken                                   |
| 2009 | The Perfect Sleep                          | Rogozhin                | junto a Roselyn Sánchez, Patrick Bauchau, Peter J. Lucas & Tony Amendola                  |
| 2008 | A Kiss at Midnight                         | Josh Sherman            | junto a Faith Ford, Hal Linden, Dyan Cannon & Kim Rhodes                                  |
| 2008 | Scorched                                   | David Langmore          | junto a Georgie Parker, Libby Tanner, Nathan Page, Salvatore Coco & Rachael Carpani       |
| 2008 | Drifter                                    | Martin                  | junto a Ryan Alosio, Carla Bonanno & Gabrielle Dennis                                     |
| 2008 | Her Only Child                             | Larry Nowack            | junto a Nicholle Tom, Gwynyth Walsh, Kim Bubbs & Mark Camacho                             |
| 2008 | Forced Attrition                           | Conductor de Limosina   | corto - junto a Paul Kapellas & Annika Marks                                              |
| 2007 | Brutal                                     | Jacob                   | junto a Crystal Stone, Eric Lange, Sarah Thompson & Jeffrey Combs                         |
| 2007 | Toward Darkness                            | Víctor                  | junto a Roberto Urbina, America Ferrera, Tony Plana & Roberto Cano                        |
| 2006 | Blackwater Valley Exorcism                 | Jacob                   | junto a Kristin Erickson, James Russo, Jeffrey Combs & Randy Colton                       |
| 2006 | Inland Empire                              | Mánager de Devon        | junto a Laura Dern, Jeremy Irons, Justin Theroux, Karolina Gruszka & Jerry Stahl          |
| 2006 | Chloe's Prayer                             | Peter Quinlan           | junto a Chloe Mackey, Tara Stewart, Maura Mackey & Marsha Hunt                            |
| 2006 | Drive Time Murders                         | Dick Dashton            | junto a Fiona Loewi, Stacey DePass & Colin Fox                                            |
| 2006 | Big Momma's House 2                        | Casal                   | junto a Martin Lawrence, Nia Long, Emily Procter, Zachary Levi & Mark Moses               |
| 2005 | Category 7: The End of the World           | Dr. Ross Duffy          | junto a Gina Gershon, Robert Wagner, David Alpay & Randy Quaid                            |
| 2005 | Six Months Later                           | John                    | corto - junto a Ryan Alosio, Sprague Grayden, Regina Hall & Ian Ziering                   |
| 2005 | Pterodactyl                                | Prof. Michael Lovecraft | junto a Coolio, Amy Sloan, Steve Braun & Ivo Cutzarida                                    |
| 2005 | Confession                                 | Padre Michael Kelly     | junto a Chris Pine, Bruce Davison, Tom Bosley, Peter Greene & Lukas Behnken               |
| 2004 | The Incredible Mrs. Ritchie                | Jim                     | junto a Gena Rowlands, Kevin Zegers, David Schofield & Justin Chatwin                     |
| 2003 | Stealing Candy                             | Eddie                   | junto a Daniel Baldwin, Coolio, Alex McArthur, Jenya Lano & Paul Provenza                 |
| 2003 | Riverworld                                 | Samuel "Sam" Clemens    | junto a Brad Johnson, Karen Holness, Emily Lloyd & Jonathan Cake                          |
| 2001 | Zebra Lounge                               | Alan Barnet             | junto a Kristy Swanson, Stephen Baldwin, Brandy Ledford & Daniel Magder                   |
| 2001 | Anthrax                                    | Sgt. Craig Anderson     | junto a Ed Begley Jr., Allison Hossack, Joanna Cassidy, David Keith & Jan Rubes           |
| 2000 | Anne of Green Gables: The Continuing Story | Jack Garrison Jr.       | junto a Megan Follows, Jonathan Crombie, Schuyler Grant & Victoria Snow                   |
| 1999 | The Adventures of Young Indiana Jones      | Jack Anders             | junto a Sean Patrick Flanery, Catherine Zeta-Jones & Daniel Craig                         |
| 1999 | Witch Hunt                                 | David Overton           | junto a Jacqueline Bisset, Suzi Dougherty, Alexandra Schepisi & Sullivan Stapleton        |
| 1993 | Between Love and Hate                      | Alec                    | junto a Susan Lucci, Patrick Van Horn, Raymond J. Barry, Barry Bostwick & Tom Hallick     |
| 1993 | The Making of Nothing                      | Bruce Stoltz            | junto a John Doyle, Gina Riley, Glenn Robbins, Magda Szubanski & Jane Turner              |
| 1990 | Bony                                       | David "Bony" Bonaparte  | junto a Christian Kohlund, Burnum Burnum, Mandy Bowden & Terence Cooper                   |
| 1988 | The Heroes                                 | Joe Jones               | junto a Tom Considine, Paul Rhys, Jason Donovan & David Wenham                            |

### Apariciones
| Año         | Programa                       | Notas                      |
| ----------- | ------------------------------ | -------------------------- |
| 2007        | Pirate Master                  | 14 episodios - presentador |
| 1987 - 1988 | Perfect Match                  | presentador                |
| -           | The Cameron Daddo Cartoon Show | presentador                |
| -           | Off the Dish                   | presentador                |

### Director y productor
| Año  | Título           | Notas                                                                           |
| ---- | ---------------- | ------------------------------------------------------------------------------- |
| 2009 | Passengers       | productor                                                                       |
| 2008 | Drifter          | co-productor                                                                    |
| 2008 | Forced Attrition | corto - productor asociado                                                      |
| 2006 | Chloe's Prayer   | productor ejecutivo                                                             |
| 2000 | Hope Island      | director - episodio "It Blew So Hard It Took Two Men to Hold One Man's Hair On" |

### Teatro[11]
| Año        | Obra                                          | Personaje         | Director (a)    | Teatro                | Notas                                   |
| ---------- | --------------------------------------------- | ----------------- | --------------- | --------------------- | --------------------------------------- |
| 2012       | Legally Blonde: The Musical                   | Profesor Callahan | Jerry Mitchell  | Lyric Theatre         | junto a Erika Heynatz y Helen Dallimore |
| 1992       | I Hate Hamlet                                 | -                 | Simon Hopkinson | Marian St. Theatre    | junto a Sancia Robinson y Tony Sheldon  |
| 1991       | The Wizard of Oz-The Musical                  | -                 | Philip Cusack   | State Theatre         | junto a Pamela Rabe y David Whitney     |
| 1990       | The Hunting of the Snark                      | -                 |                 | -                     | junto a John Waters y Doug Parkinson    |
| 1989, 1990 | Big River: The Adventures of Huckleberry Finn | -                 | Michael Grief   | Her Majesty's Theatre | junto a John Bell y Drew Forsythe       |

## Premios y nominaciones
| Año  | Categoría                                    | Premio      | Película       | Resultado |
| ---- | -------------------------------------------- | ----------- | -------------- | --------- |
| 1992 | Actor Más Popular en una Miniserie/Telefilme | Logie Award | Golden Fiddles | Ganó      |
| 1987 | Talento Nuevo Más Popular                    | Logie Award | Perfect Match  | Nominado  |